# 8137 Kvíz
8137 Kvíz eller 1979 SJ är en asteroid i huvudbältet som upptäcktes den 19 september 1979 av Kleť-observatoriet i Tjeckien. Den är uppkallad efter den tjeckiska astronomen Zdeněk Kvíz.